# Annie Ernaux
Annie Ernaux, nascida Annie Duchesne (Lillebonne, 1 de setembro de 1940) é uma escritora e professora francesa. Sua obra literária, principalmente autobiográfica, romance e memórias, remete à sociologia.
Ernaux foi laureada com o Nobel de Literatura de 2022 "pela coragem e acuidade clínica com que descortina as raízes, os estranhamentos e os constrangimentos coletivos da memória pessoal", tornando-se a primeira mulher francesa a ser laureada com o Nobel de Literatura.

## Biografia
Annie Duchesne passou sua infância e juventude em Yvetot, na Normandia. Nascida em um ambiente social modesto, de pais inicialmente operários e depois pequenos comerciantes de um café, Annie Ernaux estudou na Universidade de Rouen-Normandie e Bordeaux. Ela tornou-se professora de literatura moderna em 1971. Ela trabalhou por um tempo em um projeto de tese, inacabado, sobre Pierre de Marivaux.
No início da década de 1970, lecionou no Colégio de Bonneville e no Colégio d'Évire em Annecy-le-Vieux e Pontoise, antes de ingressar no Centro Nacional de Educação a Distância (CNED).

## Carreira literária
Annie Ernaux entrou na literatura em 1974 com Les Armoires Vides, um romance autobiográfico. Em 1984, ganhou o Prêmio Renaudot por La Place, outra de suas obras autobiográficas.
Em 2008 e 2009, com sua obra Les Années, um vasto panorama que vai da época do pós-guerra até ao presente, publicado em 2008, recebeu vários prêmios. Nesse mesmo ano de 2008, ela recebeu o Prix de la langue française por todo o seu trabalho e pelo conjunto da obra.
Em 2011, Annie Ernaux publica L'Autre Fille, uma carta dirigida a sua irmã, que morreu antes de seu nascimento, assim como L'Atelier noir, que reúne vários cadernos de anotações, planos e reflexões relacionadas à escrita de suas obras.
Em 2017, é laureada com o Prêmio Marguerite-Yourcenar, concedido pela Sociedade Civil de Autores Multimídia, por todo o seu trabalho.
Em 2022, Ernaux foi laureada com o Prêmio Nobel de Literatura por sua "coragem e acuidade clínica com que descortina as raízes, os estranhamentos e os constrangimentos coletivos da memória pessoal", tornando-se a primeira mulher francesa a ser laureada com o Nobel de Literatura. Ernaux também se tornou na sexagésima mulher a conquistar o Nobel, e a décima sétima a conquistar o Nobel de Literatura.

## Engajamento político
Na eleição presidencial de 2012, ela apoiou o candidato da Frente de Esquerda, Jean-Luc Mélenchon, porque "ele assume uma tradição comunista, mas não só, que não ouvimos mais".
Em 30 de novembro de 2015, ela estava entre os signatários do Apelo dos 58: "Nós nos manifestaremos durante o estado de emergência".
Em dezembro de 2018, ela foi coautora de uma coluna na Libération em apoio ao movimento de coletes amarelos.

## Prêmios e distinções
- Prix d'Honneur du roman 1977 por Ce qu'ils disent ou rien
- Prix Renaudot 1984 por La Place
- Prix Marguerite-Duras 2008 por Les Années
- Prix François-Mauriac 2008 por Les Années
- Prix de la langue française 2008 pelo conjunto da obra[7]
- Docteur honoris causa de université de Cergy-Pontoise 2014[14]
- Prix Strega européen 2016 por Les Années
- Prix Marguerite-Yourcenar 2017[9]
- Premio Hemingway per la letteratura 2018
- Prémio Nobel de Literatura de 2022

Além disso, o Prêmio Annie-Ernaux, do qual ela é a "madrinha", leva seu nome.

## Livros
- Les armoires vides, Paris, Gallimard, 1974; Gallimard, 1984, ISBN 978-2-07-037600-1
- Ce qu'ils disent ou rien, Paris, Gallimard, 1977; French & European Publications, Incorporated, 1989, ISBN 978-0-7859-2655-9
- La femme gelée, Paris, Gallimard, 1981; French & European Publications, Incorporated, 1987, ISBN 978-0-7859-2535-4
- La place, Paris, Gallimard, 1983; Distribooks Inc, 1992, ISBN 978-2-07-037722-0
  - O lugar (no Brasil, tradução de Marília Garcia para a Fósforo Editora, 2021)
  - Um lugar ao sol seguido de Uma mulher (em Portugal, Livros do Brasil, 2022)
- Une Femme, Paris, Gallimard, 1987
  - Um lugar ao sol seguido de Uma mulher (em Portugal, Livros do Brasil, 2022)
  - Uma mulher (no Brasil, tradução de Marília Garcia para a Fósforo Editora, 2024)
- Passion simple, Paris, Gallimard, 1991; Gallimard, 1993, ISBN 978-2-07-038840-0
  - Paixão simples (no Brasil, tradução de Marília Garcia para a Fósforo Editora, 2023)
  - Uma paixão simples (em Portugal, Livros do Brasil, 2022)
- Journal du dehors, Paris, Gallimard, 1993
- La honte, Paris, Gallimard, 1997
  - A vergonha (no Brasil, tradução de Marília Garcia para a Fósforo Editora, 2022)
  - A vergonha (em Portugal, Livros do Brasil, 2024)
- Je ne suis pas sortie de ma nuit, Paris, Gallimard, 1997
  - Não saí da minha noite (em Portugal, Livros do Brasil, 2023)
- La vie extérieure: 1993–1999, Paris, Gallimard, 2000
- L'événement, Paris, Gallimard, 2000, ISBN 978-2-07-075801-2
  - O acontecimento (no Brasil, tradução de Marília Garcia para a Fósforo Editora, 2022)
  - O acontecimento (em Portugal, Livros do Brasil, 2022)
- Se perdre, Paris, Gallimard, 2001
  - Perder-se (em Portugal, Livros do Brasil, 2023)
- L'occupation, Paris, Gallimard, 2002
- L'écriture comme un couteau: entretien avec Pierre-Yves Jeannet, Paris, Stock, 2003, ISBN 978-2234055469
  - A escrita como faca e outros textos (no Brasil, tradução de Mariana Delfini para a Fósforo Editora, 2023)
- L'usage de la photo, com Marc Marie, Paris, Gallimard, 2005
- Les années, Paris, Gallimard, 2008, ISBN 978-2-07-077922-2
  - Os anos (no Brasil, tradução de Marília Garcia para a Fósforo Editora, 2021)
  - Os anos (em Portugal, Livros do Brasil, 2020)
- L'autre fille, Paris, Nil, 2011, ISBN 978-2-84111-539-6
  - A outra filha (no Brasil, tradução de Marília Garcia para a Fósforo Editora, 2023)
- L'atelier noir, Paris, éditions des Busclats, 2011
- Écrire la vie, Paris, Gallimard, 2011
- Retour à Yvetot, éditions du Mauconduit, 2013
  - Em A escrita como faca e outros textos (no Brasil, tradução de Mariana Delfini para a Fósforo Editora, 2023)
- Regarde les lumières mon amour, Seuil, 2014
- Mémoire de fille, Gallimard, 2016
  - Memória de rapariga (em Portugal, Livros do Brasil, 2023)
- Hôtel Casanova, Gallimard Folio, 2020
- Le jeune homme, Gallimard, 2022
  - O jovem (no Brasil, tradução de Marília Garcia para a Fósforo Editora, 2022).
  - O jovem (em Portugal, Livros do Brasil, 2023)